# Покупайка (сеть магазинов)
«Покупа́йка» — сеть магазинов в Липецкой области. Была создана в 2003 году директором ООО «Рыба» Александром Павловым.
После того как компания «Х5 Retail Group купила крупнейшую липецкую сеть Корзинка», в Липецке пошли слухи, что следом X5 приобретет и сеть «Покупайка», однако учредитель убеждал в обратном.
Осенью 2008 года стало известно, что «Покупайка» создаст единую сеть супермаркетов с компанией Росинка. Планировалось, что к 2009 году ретейлер будет реализовывать продукцию в первую очередь местных производителей..
В конце 2016 года Х5 Retail Group начала переговоры с сетью «Покупайка» по поводу её покупки. По её итогам было принято решение о передаче всех магазинов в аренду под размещение, в том числе, магазинов «Пятёрочка». Начиная с 2019 года магазины «Покупайки» начали закрываться по причине высокой арендной платы. По состоянию на август 2019 года работало 56 магазинов сети. После их закрытия сеть «Покупайка» прекратит своё существование.